# Hongqi H9
La Hongqi H9 è una autovettura prodotta dalla casa automobilistica cinese Hongqi a partire dal 2020.

## Descrizione
L'H9 è stata presentata nell'aprile 2020 ed è stata messa in vendita sul mercato cinese ad agosto 2020. É alimentata da un motore a benzina turbo da 2.0 litri erogante 252 CV (185 kW) e da 3.0 litri V6 erogante 283 CV (208 kW). Entrambe le varianti sono disponibili nella sola trazione posteriore abbinata ad una trasmissione a doppia frizione a 7 marce.
Dispone dei sistemi di assistenza alla guida ADAS di livello 2.5.
La vettura ha suscitato diverse critiche e controversie, a causa del suo design che assomiglia molto a quello di alcune grandi ammiraglie di lusso come la BMW Serie 7, la Mercedes Classe S e le Rolls Royce.
Nel 2021 è stata presentata una versione a passo lungo chiamata H9+.